# Ariha District
Ariha District (arabiska: منطقة أريحا) är ett distrikt i Syrien.   Det ligger i provinsen Idlib, i den nordvästra delen av landet, 250 kilometer norr om huvudstaden Damaskus.
Omgivningarna runt Ariha District är i huvudsak ett öppet busklandskap. Runt Ariha District är det ganska tätbefolkat, med 179 invånare per kvadratkilometer.